# Raión de Nejáyevskaya
El raión de Nejáyevskaya (ruso: Неха́евский райо́н) es un distrito administrativo y municipal (raión) ruso perteneciente a la óblast de Volgogrado. Se ubica en el oeste de la óblast. Su capital es Nejáyevskaya.
En 2021, el raión tenía una población de 13 350 habitantes.
El raión es limítrofe al oeste con la óblast de Vorónezh y al suroeste con la óblast de Rostov. Su territorio es completamente rural.

## Subdivisiones
Comprende cincuenta localidades rurales, agrupadas en los siguientes trece asentamientos rurales:
- Verjneréchenski
- Dinamo
- Zajopiorski
- Krasnopolye
- Kruglovka
- Lúkovskaya
- Nejáyevskaya (la capital)
- Nizhnedolgovski
- Rodnichkí
- Solonka
- Tishánskaya
- Upórnikovskaya
- Uspenka